# Yevgeni Malofeyev
Yevgeni Veniaminovich Malofeyev (tiếng Nga: Евгений Вениаминович Малофеев; sinh ngày 27 tháng 4 năm 1993) là một thủ môn bóng đá người Nga. Anh thi đấu cho FC Luki-Energiya Velikiye Luki.

## Sự nghiệp câu lạc bộ
Anh ra mắt ở Giải hạng hai Nga cho FC Sibir-2 Novosibirsk ngày 27 tháng 8 năm 2012 trong trận đấu với FC Chita .
Anh ra mắt tại Giải bóng đá quốc gia Nga cho FC Sibir Novosibirsk ngày 11 tháng 3 năm 2013 trong trận đấu với FC Ufa .